# Ursynów (metropolitana di Varsavia)
Ursynów (nome ufficiale: A5 Ursynów) è una stazione della linea M1 della metropolitana di Varsavia. È stata inaugurata nel 1995.